# Mokane, Missouri
Mokane, Missouri (енгл. Mokane) град је у америчкој савезној држави Мисури.

## Демографија
По попису из 2010. године број становника је 185, што је 3 (-1,6%) становника мање него 2000. године.
| Група             | 2000.       | 2010.       |
| Белци             | 185 (98,4%) | 178 (96,2%) |
| Афроамериканци    | 0 (0,0%)    | 0 (0,0%)    |
| Азијати           | 1 (0,5%)    | 0 (0,0%)    |
| Хиспаноамериканци | 1 (0,5%)    | 3 (1,6%)    |
| Укупно            | 188         | 185         |